# Kahului repülőtér
A Kahului repülőtér (IATA: OGG, ICAO: PHOG) az Amerikai Egyesült Államok egyik repülőtere, amely Kahului közelében található Hawaii államban. Éves utasforgalma 7 736 001 fő (2023).
A Kahului repülőtérre a legtöbb járat a honolului Daniel K. Inouye nemzetközi repülőtérről indul; a Honolulu-Kahului folyosó az egyik legforgalmasabb légi útvonal az Egyesült Államokban, 2004-ben 1 632 000 utassal a 13. helyen állt.

## Futópályák
A repülőtér futópályái:
- 02/20 (6995 ft, 150 ft, aszfalt)
- 05/23 (4990 ft, 150 ft, aszfalt)

## Forgalom
Az utasforgalom az elmúlt években az alábbi módon változott:
| Utasok száma | 287 883 | 1 378 897 | 2 835 882 | 4 077 496 | 4 936 971 | 5 877 611 | 5 382 271 | 5 346 694 | 6 692 710 | 7 736 001 |
|              | 1960    | 1971      | 1977      | 1984      | 1990      | 1997      | 2003      | 2010      | 2016      | 2023      |

## Légitársaságok és úticélok
2025-ben a Kahului repülőtérről az alábbi járatok indulnak (Utoljára frissítve: 2025-01-5):

### Személy
| Légitársaság       | Célállomások |
| ------------------ | --- |
| Air Canada         | Szezonális: Vancouver |
| Alaska Airlines    | Portland (OR), San Diego, San Francisco (vége 2025. március 19-től), San Jose (CA) (vége 2025. március 22-től), Seattle/Tacoma Szezonális: Anchorage                                                                      |
| American Airlines  | Dallas/Fort Worth, Los Angeles, Phoenix–Sky Harbor |
| Delta Air Lines    | Los Angeles, Seattle/Tacoma Szezonális: Atlanta, Salt Lake City |
| Hawaiian Airlines  | Hilo, Honolulu, Kailua-Kona, Las Vegas, Lihue, Long Beach, Los Angeles, Oakland, Portland (OR) (vége 2025. június 12-től), Sacramento, San Diego (vége 2025. június 12-től), San Francisco, San Jose (CA), Seattle/Tacoma |
| Mokulele Airlines  | Hana, Kona, Lanai, Molokai, Waimea |
| Southwest Airlines | Honolulu, Kailua-Kona, Las Vegas, Lihue, Oakland, Phoenix–Sky Harbor, San Jose (CA) Szezonális: Long Beach, Sacramento |
| United Airlines    | Chicago–O'Hare, Denver, Los Angeles, San Francisco |
| WestJet            | Calgary, Vancouver Szezonális: Edmonton |

### Cargo
| Légitársaság          | Célállomások                       |
| --------------------- | ---------------------------------- |
| Aloha Air Cargo       | Hilo, Honolulu, Kailua-Kona, Lihue |
| Atlas Air             | Kailua-Kona, Ontario               |
| Kamaka Air            | Honolulu                           |
| Northern Air Cargo    | Honolulu, Lihue                    |
| Transair              | Hilo, Honolulu                     |
| United Parcel Service | Kailua-Kona, Ontario               |